# Arthroleptis lameerei
Arthroleptis lameerei är en groddjursart som beskrevs av De Witte 1921. Arthroleptis lameerei ingår i släktet Arthroleptis och familjen Arthroleptidae. IUCN kategoriserar arten globalt som livskraftig. Inga underarter finns listade i Catalogue of Life.